# René Leys
Pour les articles homonymes, voir Leys.
René Leys est un roman de Victor Segalen, écrit à Pékin du 1er novembre 1913 au 31 janvier 1914, paru en 1921, après la mort de l'auteur.

## Présentation
Le roman paraît une première fois dans quatre numéros de la Revue de Paris, en 1921, dans une « version pudibonde » avec comme titre D'après René Leys, puis en 1922 c’est une publication chez Georges Crès.
Le roman est écrit sous forme de journal, il s’agit d’une intrigue « simili-policière de la vie pékinoise ». Le narrateur-personnage a pour seul objectif de découvrir le palais impérial et y voir ses activités.

## Analyse
Le roman s'inspirerait de la vie du sinologue Charles Michel et a inspiré à Simon Leys son nom de plume.

## À voir